# Wake Myself Again
「Wake Myself Again」（ウェイク・マイセルフ・アゲイン）は、MAN WITH A MISSION初の配信限定シングル。2013年7月1日に日本クラウンから配信された。

## 概要
MAN WITH A MISSIONにとって初の配信曲であり、日本クラウンとの契約中に発表した最後の曲。
MAN WITH A MISSIONと世界No.1ビール・バドワイザーのプロジェクトによるコラボレーション曲。コンセプトは"Wake Myself Again"のタイトル通り「もう一度自分自身を目覚めさせる」で、現状に対する憤りや不満、それに立ち向かう覚悟や決意をメッセージとして表現し、歌詞の中に「つぼみ」を意味する"Bud"という言葉を入れることで、バドワイザーとのコラボ感を反映した。PV撮影には5名のバドワイザーダンサーをはじめ総勢600人のエキストラが参加した。
2013年7月1日から配信がスタートし、8月には同年11月公開の瀬戸康史主演の映画『JUDGE/ジャッジ』の主題歌に決定。PlayStation 3専用ゲームソフト『ロスト プラネット 3』のCMソングにも起用された。10月から11月にかけて曲名のタイトルを冠した全国ツアー『Wake Myself Again TOUR 2013』Supported by Budweiserを開催した。

## 収録曲
1. Wake Myself Again
作詞・作曲：Jean-Ken Johnny
編曲：MAN WITH A MISSION
  - 映画『JUDGE/ジャッジ』主題歌[5]
  - PlayStation 3専用ゲームソフト『ロスト プラネット 3』イメージソング[6]